# 4480 Nikitibotania
A 4480 Nikitibotania (ideiglenes jelöléssel 1985 QM4) a Naprendszer kisbolygóövében található aszteroida. Nyikolaj Sztyepanovics Csernih fedezte fel 1985. augusztus 24-én.